# Демиденко, Мария Никитична
Мария Никитична Демиденко (1925—2012) — советский передовик сельскохозяйственного производства. Заслуженный работник сельского хозяйства БССР (1973). Герой Социалистического Труда (1966).

## Биография
Родилась 25 апреля 1925 года в деревне Дубровка, Шумячского района Смоленской области в крестьянской семье.
В 1941 году окончила восемь классов Надейковичской средней школы. В 1943 году в период оккупации гитлеровскими войсками, была угнана гитлеровцами в Германию. С 1945 года после возвращения на родину работала в колхозе.
В 1946 году переехала в деревню Людогощь Мстиславского района Могилёвской области Белорусской ССР. Сначала работала рядовой колхозницей, а с 1961 года —  заведующая свиноводческой фермой колхоза «XXI съезд КПСС» Мстиславского района. Была участницей ВДНХ СССР, награждалась Медалями ВДНХ.
22 марта 1966 года Указом Президиума Верховного Совета СССР «за достигнутые успехи в развитии животноводства, увеличение производства и заготовок мяса» Мария Никитична Демиденко была удостоена звания Героя Социалистического Труда с вручением Ордена Ленина и золотой медали «Серп и Молот».
8 апреля 1971 года Указом Президиума Верховного Совета СССР «за высокие достижения в труде» Мария Никитична Демиденко была награждена Орденом Октябрьской Революции. В 1973 году получила почётное звание — Заслуженный работник сельского хозяйства Белорусской ССР.
С 1987 года работала заведующая ветеринарной аптекой местного колхоза.
Помимо основной деятельности избиралась делегатом XXV съезда КПСС (1976), XXVII съезда Компартии Беларуси, депутатом Красногорского сельского, Мстиславского районного и Могилёвского областного Советов народных депутатов.
После выхода на пенсию жила в деревне Людогощь Мстиславского района Могилёвской области Беларуси. Умерла 8 апреля 2012 года.

## Награды
- Медаль «Серп и Молот» (22.03.1966)
- Орден Ленина (22.03.1966)
- Орден Октябрьской Революции (8.04.1971)
- Медали ВДНХ

### Звания
- Заслуженный работник сельского хозяйства БССР (1973)